# Sven Olof Strandhede
Sven Olof Strandhede ( 1930 - 2013) es un botánico sueco. En 1966 recibió su doctorado y se convirtió en docente en la Universidad de Lund, con una tesis sobre un arreglo taxonómico del género Eleocharis basados en la citología. En 1969 se convirtió en catedrático de botánica sistemática en la Universidad de Gotemburgo.

## Algunas publicaciones
- 1958. Eleocharis subseries Palustres, i Skandinavien och Finland: Preliminart meddelande
- 1966. Studies in European Eleocharis, subser. palustres. Ed. C. Bloms. 10 pp.
- 1968. Drawings of Scandinavian Plants 9-16 Eleocharis R.Br. 10 pp.

### Libros
- 1966. Morphologic variation and taxonomy in European Eleocharis, subser. palustres. Opera botanica. Ed. Almqvist & Wiksell. 187 pp.
- sven-olov Strandhede, hallvard Ramfjord. 1995. Vennlige og uvennlige planter i vårt nærmiljø (Plantas amigables y hostiles en nuestra comunidad). 127 pp. ISBN 8299340306
- 2002. Farliga och ofarliga växter: från A till Ö (plantas peligrosas e inofensivas: de la A a la Z). 288 pp. ISBN 9157459088

## Honores
La Academia Sahlgrenska está cumpliendo con el Año Linneano designando al botánico Sven-Olov Strandhede como doctor honoris causa de la medicina.
- La abreviatura «Strandh.» se emplea para indicar a Sven Olof Strandhede como autoridad en la descripción y clasificación científica de los vegetales.[1]